# Citrus
Citrus L., 1753 è un genere di angiosperme della famiglia delle Rutacee (sottofamiglia Aurantioideae). Le piante che appartengono a questo genere sono dette "agrumi".

## Descrizione
Sono grandi arbusti o alberi sempreverdi che raggiungono i 5-15 m di altezza. I frutti sono fragranti e molti sono ricchi di succo. Contengono una larga percentuale di acido citrico che conferisce ai frutti il caratteristico odore e sapore astringente. Sono anche ottime fonti di vitamina C.
Piante e frutti del genere Citrus sono chiamati agrumi.
Si ritiene che abbiano avuto origine in Asia tropicale e subtropicale.

## Origini e distribuzione
Il genere ha avuto origine nel sud-est asiatico, a meridione dell'Himalaya (India, Pakistan, Birmania) fino alla Cina meridionale, Thailandia, Malaysia, nonché Filippine e Indonesia. Di queste zone, è l'India quella con più forme selvatiche.
La loro coltura è cominciata circa 3000 anni or sono, inizialmente per ricavare profumi e per scopi ornamentali, successivamente per produrre frutti commestibili. Attualmente è coltivato soprattutto nell'area mediterranea, in Medio Oriente, in Brasile, in Florida, California, Caraibi, ma anche in Sudafrica, Mozambico, Australia, oltre che ovviamente anche nelle zone asiatiche di origine.
In Italia si producono soprattutto arance, limoni, e mandarini.

## Tassonomia

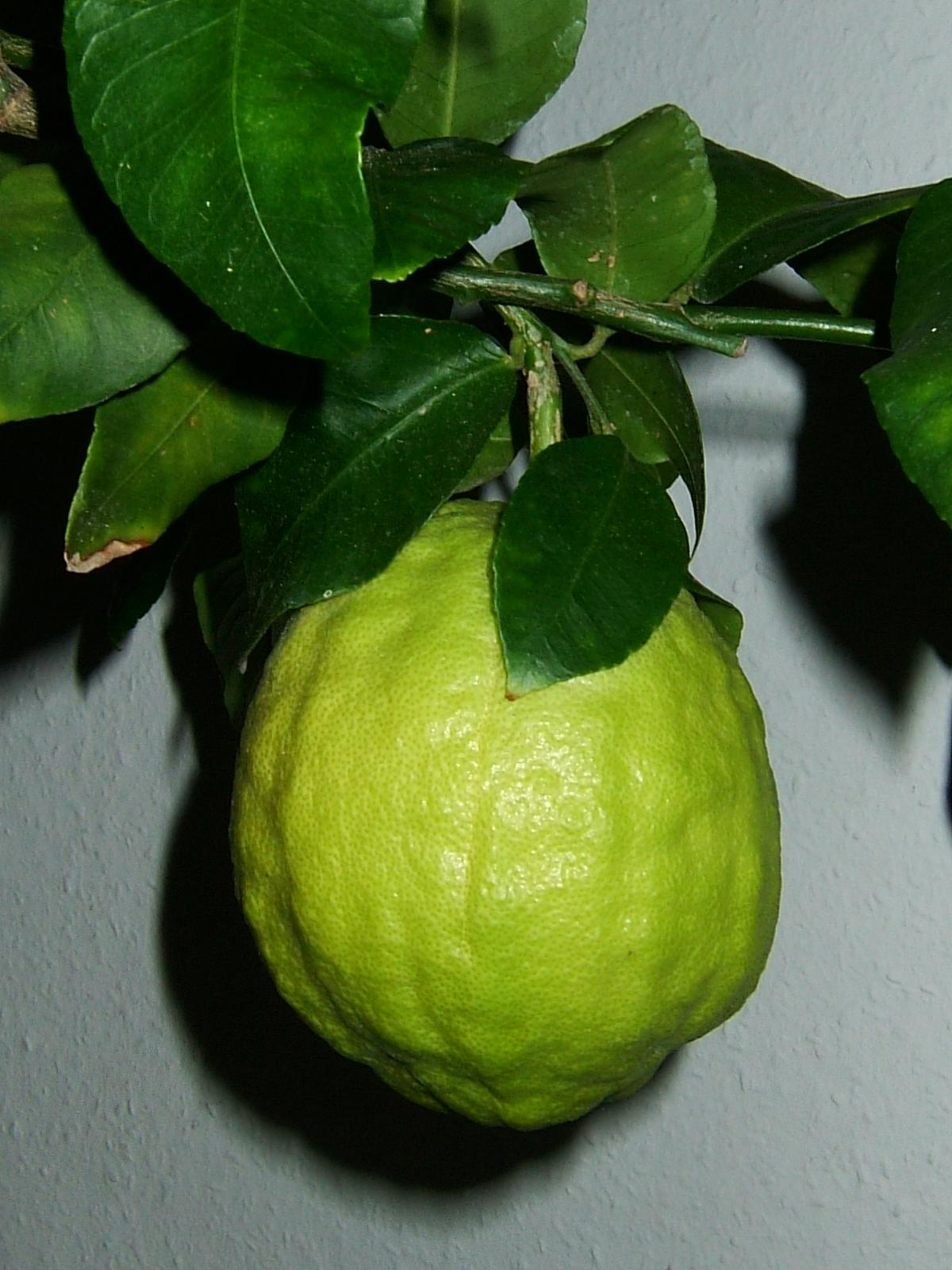
Cedro (Citrus medica)

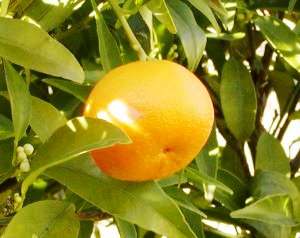
Mandarino (Citrus reticulata)

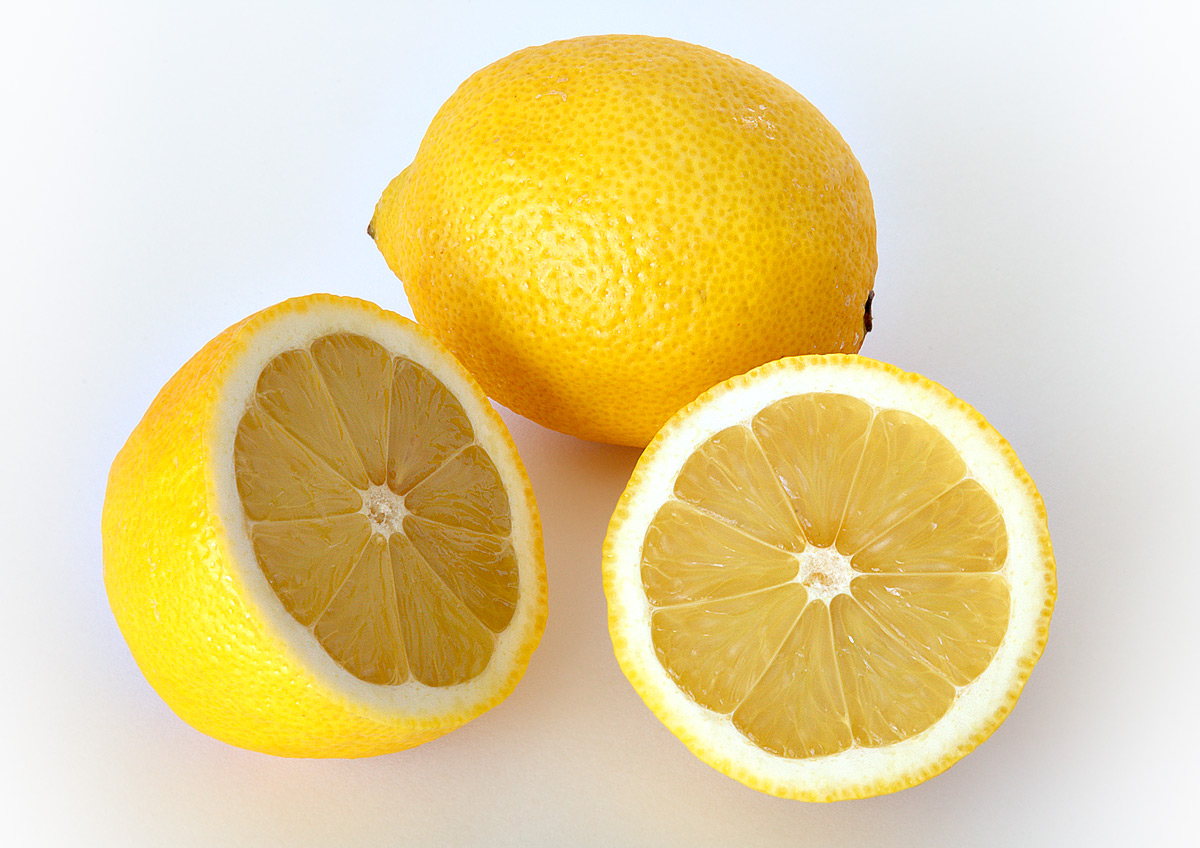
Limone (Citrus limon)

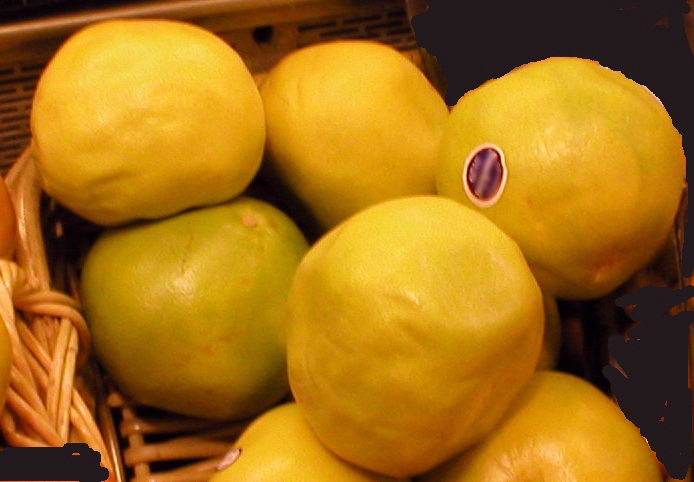
Pompelmo (Citrus paradisi)

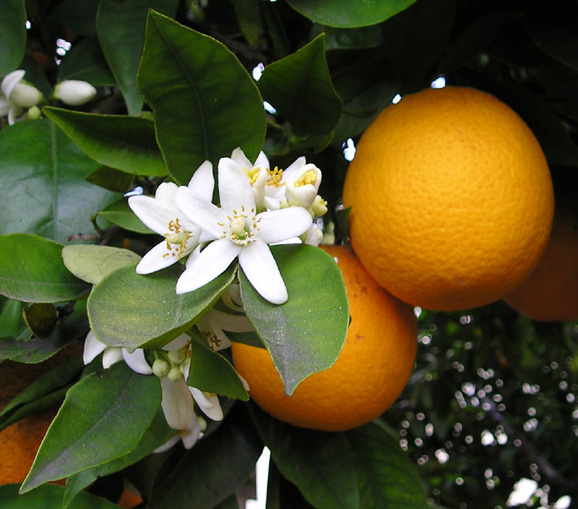
Arancio dolce (Citrus sinensis)

Il genere comprende le seguenti specie:
- Citrus assamensis R.M.Dutta & Bhattacharya
- Citrus australasica F.Muell. - finger lime
- Citrus australis (Mudie) Planch. - limone australiano
- Citrus cavaleriei H.Lév. ex Cavalerie - limone di Ichang
- Citrus garrawayae F.M.Bailey - limetta di Mount White
- Citrus glauca (Lindl.) Burkill - limetta del deserto
- Citrus gracilis Mabb.
- Citrus halimii B.C.Stone
- Citrus hystrix DC. - limetta kaffir o combava
- Citrus indica Yu.Tanaka - arancio indiano
- Citrus inodora F.M.Bailey
- Citrus japonica Thunb. - kumquat
- Citrus khasya Markovitch
- Citrus latipes (Swingle) Yu.Tanaka
- Citrus limetta Risso[2] - limetta dolce
- Citrus mangshanensis S.W.He & G.F.Liu
- Citrus maxima (Burm.) Merr. - pomelo
- Citrus medica L. - cedro
- Citrus neocaledonica Guillaumin
- Citrus oxanthera Beauvis.
- Citrus polytrifolia Govaerts
- Citrus pubinervia D.G.Zhang, Z.H.Xiang & Y.Wu
- Citrus reticulata Blanco - mandarino
- Citrus swinglei Burkill ex Harms
- Citrus trifoliata L. - arancio trifogliato
- Citrus undulata Guillaumin
- Citrus wakonai P.I.Forst. & M.W.Sm.
- Citrus warburgina F.M.Bailey
- Citrus wintersii Mabb.

Sono inoltre noti i seguenti ibridi
- Citrus × aurantiifolia (Christm.) Swingle - limetta[3]
- Citrus × aurantium L. - arancio amaro o melangolo [4]
- Citrus × floridana - limequat[5]
- Citrus × junos Siebold ex Yu.Tanaka - arancio juzu[6]
- Citrus × latifolia (Yu.Tanaka) Yu.Tanaka - limetta di Tahiti o limetta persiana[7]
- Citrus × limon (L.) Osbeck - limone[8]
- Citrus × microcarpa Bunge - calamondino[9]
- Citrus × tachibana (Makino) Yu.Tanaka - mandarino tachibana[10]

Altri ibridi attualmente non ritenuti più validi:
- Citrus × bergamia (bergamotto) = Citrus × limon[11]
- Citrus × clementina (clementina) = Citrus × aurantium[12]
- Citrus × limettioides (limetta palestinese) = Citrus × limon[13]
- Citrus × limonia (limandarino) = Citrus × limon[14]
- Citrus × lumia (lumia) = Citrus × limon[15]
- Citrus × myrtifolia (chinotto) = Citrus × aurantium[16]
- Citrus × paradisi  (pompelmo) = Citrus × aurantium L.[17]
- Citrus × sinensis (arancio dolce) =  Citrus × aurantium L.[18]
- Citrus × tangelo (mapo) = Citrus × aurantium[19]
- Citrus × tangerina (tangerino) = Citrus × aurantium f. deliciosa[20]
- Citrus × unshiu (mandarancio miyagawa) = Citrus × aurantium f. deliciosa[21]
- Citrus × volkameriana (limone rosso) = Citrus × limon[22]

## Coltivazione
Dal momento che gli alberi del genere ibridizzano molto facilmente, tutti gli alberi coltivati sono prodotti innestando le desiderate cultivar su piante progenitrici selezionate per la resistenza dalle malattie e per la rusticità.
Gli alberi del genere Citrus non sono generalmente resistenti alle gelate. Poche specie e ibridi possono sopportare temperature sotto il punto di gelo (0 °C) ma non producono frutti di qualità. Gli alberi crescono bene in un clima costantemente soleggiato e umido, con una buona irrigazione. Sebbene siano latifoglie, sono sempreverdi e non perdono mai il fogliame. Gli alberi fioriscono in primavera e i frutti compaiono poco dopo. I frutti comincino a maturare in autunno o all'inizio dell'inverno, a seconda della specie, il loro succo tende ad addolcirsi con la maturazione.
Alcuni amatori coltivano specie nane in vaso o serre ("orangerie" o "limonaie") nelle aree dove è troppo freddo per coltivarle all'aria aperta. Un clima adatto, un adeguato irraggiamento solare, e un approvvigionamento d'acqua costante sono necessari per produrre e far maturare i frutti.

## Usi
Una specie utilizzata in profumeria per le sue note fresche di testa è il bergamotto (Citrus × bergamia Risso et Poiteau).
Questa specie se coltivata nella provincia di Reggio Calabria (Italia), seguendo le regole di un disciplinare di produzione, gode del marchio DOP (Denominazione di Origine Protetta) rilasciato dalla Comunità europea per le sue peculiari caratteristiche.
I fiori delle piante di citrus vengono bottinati dalle api e quindi si può ricavare un buon miele profumato, sono buone piante mellifere.